# Edvin Matiasson
Edvin Mathiasson (16 avril 1890 - 15 mars 1975) était un lutteur suédois qui remporta la médaille de bronze aux Jeux olympiques d'été de 1912 à Stockholm dans la catégorie poids léger.